# استفان فلودر
استفان فلودر (انگلیسی: Stephan Flauder؛ زادهٔ ۳۰ مهٔ ۱۹۸۶) بازیکن فوتبال اهل آلمان است.
از باشگاه‌هایی که در آن بازی کرده‌است می‌توان به باشگاه فوتبال ارتسگبیرگ آئو و باشگاه فوتبال دینامو برلینر اشاره کرد.